# Секарија (Прахова)
Секарија (рум. Secăria) насеље је у Румунији у округу Прахова у општини Секарија. Oпштина се налази на надморској висини од 926 m.

## Становништво
Према подацима из 2002. године у насељу је живело 1362 становника, од којих су сви румунске националности.

### Хронологија
| Година       | 1992 | 1993 | 1994 | 1995 | 1996 | 1997 | 1998 | 1999 | 2000 | 2001 | 2002 | 2003 | 2004 | 2005 | 2006 | 2007 | 2008 | 2009 | 2010 | 2011 | 2012 | 2013 | 2014 | 2015 | 2016 | 2017 |
| ------------ | ---- | ---- | ---- | ---- | ---- | ---- | ---- | ---- | ---- | ---- | ---- | ---- | ---- | ---- | ---- | ---- | ---- | ---- | ---- | ---- | ---- | ---- | ---- | ---- | ---- | ---- |
| Становништво | 1385 | 1374 | 1364 | 1355 | 1341 | 1335 | 1331 | 1333 | 1325 | 1322 | 1305 | 1299 | 1288 | 1295 | 1285 | 1288 | 1279 | 1276 | 1276 | 1279 | 1268 | 1257 | 1252 | 1228 | 1223 | 1213 |